# Swing

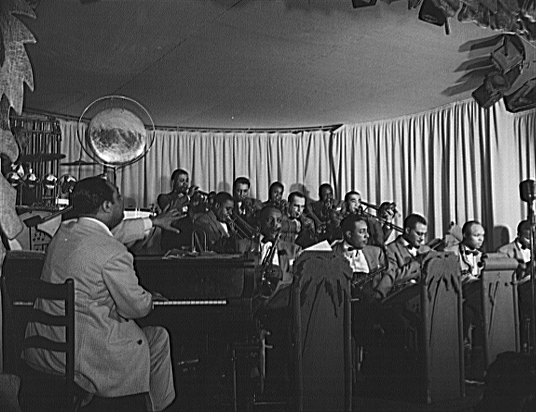
L'orchestra di Duke Ellington alla Hurricane Ballroom di New York, 1943

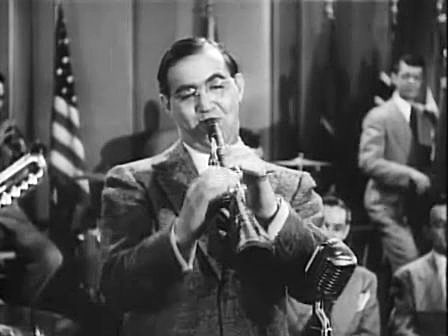
Benny Goodman nel film Stage Door Canteen, 1943

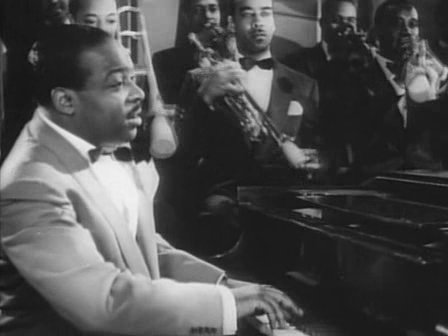
Count Basie nel film Stage Door Canteen

Lo swing è un genere musicale, nato negli anni venti ed evolutosi fino a divenire un genere definito nel 1935 negli Stati Uniti d'America. Lo swing si distingue per un caratteristico movimento della sezione ritmica e per un tipo di esecuzione delle note con un ritmo "saltellante" (o "dondolante", appunto swing in inglese), accostato spesso da balli frenetici.
Lo swing si è sviluppato contemporaneamente in due contesti completamente differenti: New York e Kansas City.

## Storia
(Titolo dell'omonimo brano di Duke Ellington)

### Origini e successo
Alla fine degli anni venti, in piena crisi economica ed in pieno proibizionismo, si sentì il bisogno di novità anche nel campo musicale: le orchestrine New Orleans e Dixieland non soddisfacevano più il pubblico. I locali di Kansas City e New York (Cotton Club in testa) decisero di affidarsi a musicisti giovani con nuove idee. Kansas City divenne quindi il regno di Count Basie ed il Cotton Club di NY quello di Duke Ellington: le loro orchestre, con le loro assolute diversità, scandiranno e influenzeranno gli sviluppi futuri del Jazz fino al 1940.
Lo swing di Kansas City era segnato da una totale influenza del blues mentre quello di New York, grazie a "Duke" Ellington, per alcuni versi era simile persino alla musica sinfonica.
A differenza dei generi precedenti, nello swing si assiste ad una maggiore importanza della sezione ritmica, generalmente composta da chitarra, pianoforte, contrabbasso e batteria, la quale ha il compito di creare una base per le improvvisazioni dei solisti; si sviluppano inoltre le big band, costituite anche da 20-25 elementi e, soprattutto, le improvvisazioni si affrancano completamente dalla semplice variazione sul tema divenendo a loro volta temi nel tema.
A lato delle big band che hanno caratterizzato l'era dello swing, questo genere veniva eseguito anche da formazioni di pochi elementi: tre, quattro o cinque strumenti. È da queste che, successivamente, nascerà il genere poi chiamato Mainstream.
Per quanto riguarda gli strumenti utilizzati, si abbandona il banjo in favore della chitarra e assumono sempre maggior importanza i sassofoni a scapito del clarinetto. Anche il violino, per merito soprattutto di Stéphane Grappelli e Joe Venuti, ha avuto un ruolo di rilievo fra gli strumenti protagonisti del genere.
Dopo i primi successi neri, lo swing divenne fonte di guadagno per i musicisti bianchi i quali riuscirono a farlo divenire genere di successo radiofonico e a portare il jazz ad Hollywood.
Tra gli anni 1935 e 1946 lo swing delle big band divenne il genere più popolare degli Stati Uniti d'America: oltre ad Ellington e Basie altri musicisti e bandleader come Louis Prima, Fletcher Henderson, Shep Fields, Benny Goodman, Jimmy Dorsey, Tommy Dorsey, Glenn Miller, Woody Herman, Harry James e Artie Shaw furono i protagonisti di questo periodo.
Il declino della cosiddetta "era delle big band" ebbe molti motivi, ma il principale fu la chiusura (durante la guerra) delle immense sale da ballo che costituivano i gestori più affidabili per le orchestre e anche gli unici locali che potevano permettersi di pagare alcune decine di musicisti ogni sera. Dopo la guerra molte sale non riaprirono, e quelle che lo fecero si dedicarono ad altri tipi di musica da ballo: stava per cominciare l'era del rock. Il locale di elezione per la musica jazz divenne allora il club di ridotte dimensioni, per il quale la formazione tipo era il piccolo combo, dal trio al sestetto.

### I revival
Sul finire degli anni ottanta emerse negli USA una corrente revivalista i cui artisti, fra cui i Big Bad Voodoo Daddy, gli Squirrel Nut Zippers e i Cherry Poppin' Daddies, facevano coesistere lo swing a contaminazioni rock, rockabilly, jump blues e talvolta ska. Intorno al 2010 ebbe altrettanto successo l'electro swing, che aggiornava lo swing ai ritmi della musica house.

### Swing in Italia
L'iniziatore dello swing italiano, nato su emulazione del filone statunitense, è da attribuire ad Alberto Rabagliati ed al Trio Lescano delle sorelle Lescano; seguirono i pionieri Natalino Otto, Ernesto Bonino, i direttori d'orchestra della EIAR ("ritmi moderni" della RAI):
Pippo Barzizza, Cinico Angelini, Tito Petralia, Enzo Ceragioli, Gorni Kramer, Giorgio Ferrari, i celebri Piero Piccioni e Nunzio Rotondo, famosi per l'innovativo programma radiofonico eclipse.
In seguito anche Fred Buscaglione si ispirò allo swing statunitense per le sue innovative canzoni. Un cultore dello swing fu anche Lelio Luttazzi che propose più volte questo genere musicale, durante gli spettacoli RAI da lui presentati. Durante la fine degli anni cinquanta ed inizio degli anni sessanta, cantanti, tra cui Emilio Pericoli, Nicola Arigliano, Johnny Dorelli, Fred Bongusto e Bruno Martino, cantarono numerosi brani swing, ispirandosi al modello statunitense del crooner. In tempi più recenti, famoso e stimato swingman italiano fu Sergio Caputo, che soprattutto con i suoi primi album fece apprezzare questo genere alle nuove generazioni. Negli anni 2010, nel tentativo di riportare alla luce questo genere, la cantautrice Simona Molinari si è concentrata su di esso fino a proporlo, con una serie di lavori discografici, nella variante dell'electro swing.